# آرون أشمور
آرون ريتشارد أشمور (ولد في 7 أكتوبر 1979) ممثل تلفزيوني وسينمائي كندي ومن أبرز أعماله دوره في المسلسل الأمريكي إس جيمي أولسن أن سمولفيل.

## أعماله

### بعض أعمال
| أعمال                              | الدور/الوظيفة |
| ---------------------------------- | ------------- |
| Regression                         |               |
| Killjoys                           | جون جاكوبيس   |
| Warehouse 13 S4                    | ستيف جينكس    |
| Warehouse 13 S3                    | ستيف جنكس     |
| The Thaw                           | ذرة جالينوس   |
| Dead end                           | مارك          |
| Warehouse 13 S1                    |               |
| Smallville 8                       |               |
| Thomas Kinkade's Christmas Cottage | بات كينكيد    |
| بالو ألتو                          | أليك          |
| Love Letters                       | بوب بارترام   |

## وصلات خارجية
- آرون أشمور على موقع IMDb (الإنجليزية)
- آرون أشمور على موقع ألو سيني (الفرنسية)
- آرون أشمور على موقع أول موفي (الإنجليزية)
- آرون أشمور على موقع قاعدة بيانات الأفلام السويدية (السويدية)
- آرون أشمور على موقع إن إن دي بي (الإنجليزية)
- آرون أشمور على موقع قاعدة بيانات الفيلم (الإنجليزية)
- آرون أشمور على موقع كينوبويسك (الروسية)